# Железная дорога Север — Юг (Вьетнам)
Железная дорога Север—Юг (вьет. Đường sắt Bắc–Nam, фр. Chemin de fer Nord-Sud) — основная железнодорожная линия, обслуживающая Вьетнам. Это однопутная железная дорога метровой колеи, соединяющая столицу Вьетнама Ханой с городом Хошимин, общей протяженностью 1 726 км). Поезда, курсирующие по этой линии, иногда называют «Экспрессом Воссоединения» (имеется в виду объединение Вьетнама), хотя ни один конкретный поезд не носит этого названия официально. Строительство происходило во время французского колониального господства и заняло почти сорок лет, с 1899 по 1936 год. По состоянию на 2005 год во вьетнамской железнодорожной сети насчитывалось 278 станций, из которых 191 были расположены вдоль линии Север-Юг.
В период со Второй мировой войны и до войны во Вьетнаме железной дороге Север-Юг был нанесён значительный ущерб от бомбардировок и диверсий. Из-за этого ущерба, а также последующего отсутствия вложений в восстановление и обслуживание, бо́льшая часть инфраструктуры железной дороги Север-Юг находится в плохом состоянии или устарела.
Недостаточное развитие инфраструктуры было признано основной причиной железнодорожных происшествий на линии, включая столкновения на железнодорожных переездах и сход с рельсов. Начиная с 1990-x годов, власти Вьетнама реализуют ряд проектов, которые повысили безопасность и эффективность линии. По состоянию на 2007 год 85 % пассажиропотока и 60 % грузооборота всей железнодорожной сети приходилось на линию Север-Юг. Владельцем и оператором линии является государственная Вьетнамская железнодорожная корпорация.

## Список станций
В настоящем списке представлены основные из 191 станции, действовавших на железной дороге Север—Юг по состоянию на 2005 год.
| Километры | Станция   | Регион                       | Провинция           | Город/район     | Дата открытия | Примечания                                                                     | Фото                       |
| 0         | Ханой     | Дельта Хонгхи                | Ханой               | Район Хоанкьем  | 1902          | Пересадка на линии Ханой—Хайфон, Ханой—Тхайнгуен, Ханой—Лаокай, Ханой-Донгданг | Hanoi Railway Station      |
| 5         | Зяпбат    | Дельта Хонгхи                | Ханой               | Район Хоангмай  |               | Грузовая станция                                                               |                            |
| 56        | Фули      | Дельта Хонгхи                | Ханам               | Фули            |               |                                                                                | Phủ Lý Railway Station     |
| 87        | Намдинь   | Дельта Хонгхи                | Намдинь             | Намдинь         |               |                                                                                |                            |
| 115       | Ниньбинь  | Дельта Хонгхи                | Ниньбинь            | Хоалы           |               |                                                                                | Ninh Bình Railway Station  |
| 176       | Тханьхоа  | Север центрального побережья | Тханьхоа            | Тханьхоа        |               |                                                                                | Thanh Hóa Railway Station  |
| 319       | Винь      | Север центрального побережья | Нгеан               | Винь            | 1905          |                                                                                | Vinh Railway Station       |
| 522       | Донгхой   | Север центрального побережья | Куангбинь           | Донгхой         |               |                                                                                | Đồng Hới Railway Station   |
| 622       | Донгха    | Север центрального побережья | Куангчи (провинция) | Донгха          |               |                                                                                | Đông Hà Railway Station    |
| 688       | Хюэ       | Север центрального побережья | Тхыатхьен-Хюэ       | Хюэ             | 1906          |                                                                                | Huế Railway Station        |
| 777       | Кимльен   | Юг центрального побережья    | Дананг              |                 |               | Грузовая станция                                                               |                            |
| 791       | Дананг    | Юг центрального побережья    | Дананг              | Район Тханькхе  | 1902          |                                                                                | Đà Nẵng Railway Station    |
| 865       | Тамки     | Юг центрального побережья    | Куангнам            | Тамки           |               |                                                                                | Tam Kỳ Railway Station     |
| 928       | Куангнгай | Юг центрального побережья    | Куангнгай           | Куангнгай       |               |                                                                                | Quảng Ngãi Railway Station |
| 1096      | Дьеучи    | Юг центрального побережья    | Биньдинь            | Дьеучи          |               |                                                                                | Dieu Tri Railway Station   |
| 1096*     | Куинён    | Юг центрального побережья    | Биньдинь            | Куинён          |               |                                                                                | Quy Nhơn Railway Station   |
| 1198      | Туихоа    | Юг центрального побережья    | Фуйен               | Туихоа          |               |                                                                                | Tuy Hòa Railway Station    |
| 1315      | Нячанг    | Юг центрального побережья    | Кханьхоа            | Нячанг          |               |                                                                                | Nha Trang Railway Station  |
| 1408      | Тхаптам   | Северо-Восточный             | Ниньтхуан           | Фанранг-Тхаптям |               | Пересадка на линию Далат—Тхаптам.                                              | Thap Cham Railway Station  |
| 1551      | Биньтхуан | Северо-Восточный             | Биньтхуан           | Муонгман        |               |                                                                                | Bình Thuận Railway Station |
| 1697      | Бьенхоа   | Северо-Восточный             | Донгнай             | Бьенхоа         |               |                                                                                |                            |
| 1711      | Шонгтхан  | Северо-Восточный             | Хошимин             |                 |               | Грузовая станция                                                               |                            |
| 1726      | Сайгон    | Северо-Восточный             | Хошимин             | Район 3         | 1983          |                                                                                | Saigon Railway Station     |